# Lardo
Lardo er en norditaliensk specialitet af svinefedt krydret med rosmarin og andre urter og krydderier.
Den mest berømte lardo kommer fra den toscanske landsby Colonnata, hvor der er fremstillet lardo siden romertiden. Colonnata ligger i Carrara comune, der er berømt for sin marmor. I Colonnata er der et stenbrud, hvor Carrara-marmor brydes. Traditionelt lagres lardo i måneder i bassiner lavet af marmoren. Lardo di Colonnata er siden 2004 en beskyttet oprindelsesbetegnelse.
En anden værdsat type lardo er Valle d'Aosta Lard d'Arnad, en beskyttet oprindelsesbetegnelse fra Arnadområdet i Valle d'Aosta.
Begge typer serveres i meget tynde skiver som antipasto.